# Normanton
Normanton kisváros az angliai West Yorkshire metropolisz Wakefield városrészében. A 2001-es népszámláláskor 19 949 lakosa volt.

## A város szülöttei
- Martin Frobisher (1535–1594) tengerész
- Jimmy Glazzard (1923–1995) labdarúgó
- Keith Ripley (1935–2012) labdarúgó
- Peter Deakin (* 1938) labdarúgó
- Reece Dinsdale (* 1959) színész, rendező

## Fordítás
- Ez a szócikk részben vagy egészben  a   Normanton (West Yorkshire) című német Wikipédia-szócikk ezen változatának fordításán alapul.  Az eredeti cikk szerkesztőit annak laptörténete sorolja fel. Ez a jelzés csupán a megfogalmazás eredetét és a szerzői jogokat jelzi, nem szolgál a cikkben szereplő információk forrásmegjelöléseként.